# St. Joseph (Simmerberg)

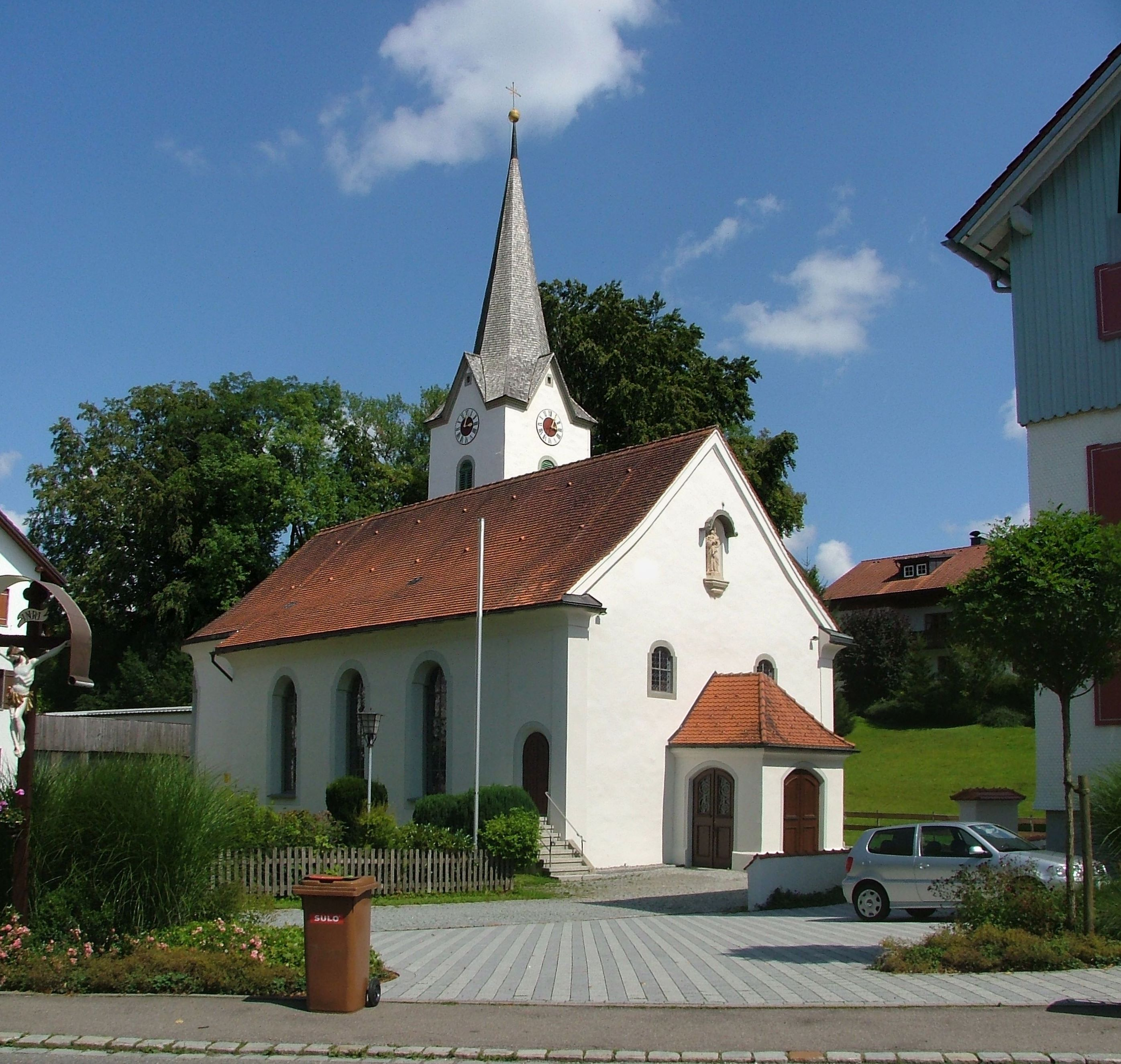
St. Joseph in Simmerberg

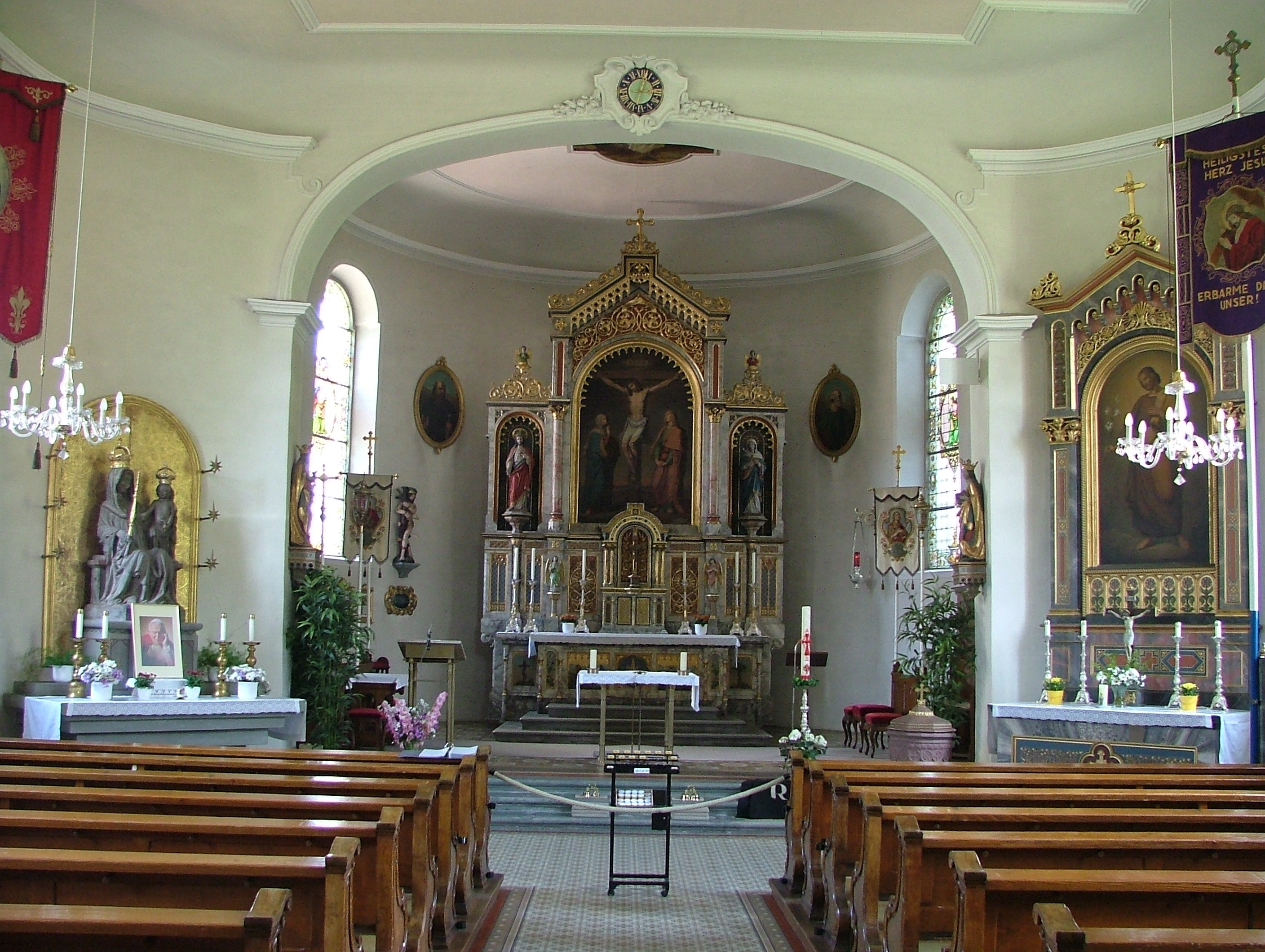
Innenraum

Die römisch-katholische Pfarrkirche St. Joseph steht in Simmerberg, einem Gemeindeteil des Markts Weiler-Simmerberg im bayerisch-schwäbischen Landkreis Lindau (Bodensee) von Bayern. Das Bauwerk ist in der Liste der Baudenkmäler in Weiler-Simmerberg als Baudenkmal unter der Nr. D-7-76-129-53 eingetragen. Die Pfarrei gehört zum Dekanat Lindau des Bistums Augsburg.

## Beschreibung
Die 1805 errichtete Saalkirche besteht aus einem Langhaus, einem eingezogenen, korbbogig geschlossenen Chor im Nordosten und einem Chorflankenturm auf quadratischem Grundriss, der mit einem spitzen Helm bedeckt ist und der 1838 an die Südostwand des Chors angebaut wurde. Die Fresken, im Innenraum des Chors mit der Auferstehung Jesu Christi, im Langhaus mit der Heiligen Familie, wurden 1895 von Johann Jakob Bertle gestaltet. Die neuromanischen Altäre wurden um 1850 aufgestellt. Auf dem Altarretabel des Hochaltars wurde die Kreuzigung Christi gemalt. Ein Gemälde stammt von Balthasar Lempenzeder.
Die 1966 von den Gebrüdern Hindelang gebaute Orgel wurde durch einen Neubau von Siegfried Schmid ersetzt.